# Samúel Friðjónsson
Samúel Kári Friðjónsson (Reykjanesbær, 22 februari 1996) is een IJslands voetballer die doorgaans speelt als middenvelder. In februari 2025 tekende hij voor Stjarnan. Friðjónsson maakte in 2018 zijn debuut in het IJslands voetbalelftal.

## Clubcarrière
Friðjónsson speelde in de jeugd van Keflavík en maakte ook zijn debuut bij die club. In 2013 kwam hij tot twee competitieduels namens de IJslandse club. In de zomer van 2013 werd hij overgenomen door Reading, na een succesvolle proefperiode bij de Engelsen. Na twee jaar verlengde de middenvelder zijn aflopende verbintenis met één jaar tot medio 2016. Na afloop van dit contract kreeg Friðjónsson geen nieuwe verlenging en hij vertrok hierop bij Reading.
Het Noorse Vålerenga IF pikte de IJslander op en gaf hem een verbintenis voor de duur van drieënhalf jaar. Na een jaar, op 2 juli 2017, maakte hij zijn debuut in het eerste elftal. Op bezoek bij SK Brann werd met 0–0 gelijkgespeeld en Friðjónsson mocht van coach Ronny Deila na vijfenzestig minuten spelen invallen voor Bård Finne. Friðjónsson tekende in zijn vijfde competitieduel voor de Noren voor zijn eerste professionele doelpunt. Opnieuw tegen SK Brann, ditmaal op 24 september 2017 in eigen huis, werd met 2–1 gewonnen en de IJslandse middenvelder opende na acht minuten de score. In oktober 2017 verlengde Friðjónsson zijn contract bij Vålerenga tot eind 2021.
In januari 2019 werd de IJslander voor één seizoen verhuurd aan Viking FK. In januari 2020 ging Friðjónsson naar het Duitse SC Paderborn 07 dat uitkomt in de Bundesliga. Na een half jaar keerde hij weer terug naar Noorwegen, waar hij opnieuw voor Viking FK ging spelen. In augustus 2022 nam Atromitos de middenvelder transfervrij over. Na twee seizoenen vertrok Friðjónsson uit Griekenland, waarop hij een half jaar zonder club zat. In februari 2025 tekende hij bij Stjarnan.

## Clubstatistieken
| Seizoen | Club            | Competitie   | Competitie | Competitie | Beker | Beker | Internationaal | Internationaal | Totaal | Totaal |
| Seizoen | Club            | Competitie   | Wed.       | Dlp.       | Wed.  | Dlp.  | Wed.           | Dlp.           | Wed.   | Dlp.   |
| ------- | --------------- | ------------ | ---------- | ---------- | ----- | ----- | -------------- | -------------- | ------ | ------ |
| 2013    | Keflavík        | Úrvalsdeild  | 2          | 0          | 0     | 0     | —              | —              | 2      | 0      |
| 2013/14 | Reading         | Championship | 0          | 0          | 0     | 0     | —              | —              | 0      | 0      |
| 2014/15 | Reading         | Championship | 0          | 0          | 0     | 0     | —              | —              | 0      | 0      |
| 2015/16 | Reading         | Championship | 0          | 0          | 0     | 0     | —              | —              | 0      | 0      |
| 2016    | Vålerenga IF    | Eliteserien  | 0          | 0          | 0     | 0     | —              | —              | 29     | 0      |
| 2017    | Vålerenga IF    | Eliteserien  | 11         | 2          | 2     | 0     | —              | —              | 13     | 2      |
| 2018    | Vålerenga IF    | Eliteserien  | 17         | 1          | 2     | 0     | —              | —              | 19     | 1      |
| 2019    | → Viking FK     | Eliteserien  | 28         | 3          | 4     | 0     | —              | —              | 32     | 3      |
| 2019/20 | SC Paderborn 07 | Bundesliga   | 5          | 0          | 0     | 0     | —              | —              | 5      | 0      |
| 2020    | Viking FK       | Eliteserien  | 7          | 1          | 0     | 0     | —              | —              | 7      | 1      |
| 2021    | Viking FK       | Eliteserien  | 25         | 5          | 1     | 0     | —              | —              | 26     | 5      |
| 2022    | Viking FK       | Eliteserien  | 16         | 1          | 3     | 1     | 6              | 1              | 25     | 3      |
| 2022/23 | Atromitos       | Super League | 28         | 2          | 3     | 0     | —              | —              | 31     | 2      |
| 2023/24 | Atromitos       | Super League | 20         | 1          | 2     | 0     | —              | —              | 22     | 1      |
| 2025    | Stjarnan        | Úrvalsdeild  | 0          | 0          | 0     | 0     | —              | —              | 0      | 0      |
| Totaal  | Totaal          | Totaal       | 159        | 16         | 17    | 1     | 6              | 1              | 182    | 18     |

Bijgewerkt op 7 februari 2025.

## Interlandcarrière
Friðjónsson maakte zijn debuut in het IJslands voetbalelftal op 11 januari 2018, toen met 0–6 gewonnen werd van Indonesië door doelpunten van Andri Rúnar Bjarnason, Kristján Finnbogason, Óttar Magnús Karlsson, Tryygvi Hrafn Haraldsson, Hjörtur Hermannsson en Hólmar Eyjólfsson. Friðjónsson mocht van bondscoach Heimir Hallgrímsson in de basis starten en hij speelde de volledige negentig minuten mee. De andere debutanten dit duel waren Anton Ari Einarsson (KF Valur), Felix Örn Friðriksson (ÍBV), Hilmar Árni Halldórsson (UMF Stjarnan), Andri Rúnar Bjarnason (Helsingborgs IF) en Mikael Anderson (Vendyssel FF). Friðjónsson werd in mei 2018 door Hallgrímsson opgenomen in de selectie van IJsland voor het wereldkampioenschap in Rusland. Op dit toernooi kwam de middenvelder niet in actie.
| Interlands van Samúel Friðjónsson voor IJsland | Interlands van Samúel Friðjónsson voor IJsland | Interlands van Samúel Friðjónsson voor IJsland | Interlands van Samúel Friðjónsson voor IJsland | Interlands van Samúel Friðjónsson voor IJsland | Interlands van Samúel Friðjónsson voor IJsland | Interlands van Samúel Friðjónsson voor IJsland |
| №                                              | Datum                                          | Wedstrijd                                      | Uitslag                                        | Competitie                                     | Goals                                          |                                                |
| Als speler bij Vålerenga IF                    | Als speler bij Vålerenga IF                    | Als speler bij Vålerenga IF                    | Als speler bij Vålerenga IF                    | Als speler bij Vålerenga IF                    | Als speler bij Vålerenga IF                    | Als speler bij Vålerenga IF                    |
| ---------------------------------------------- | ---------------------------------------------- | ---------------------------------------------- | ---------------------------------------------- | ---------------------------------------------- | ---------------------------------------------- | ---------------------------------------------- |
| 1                                              | 11 januari 2018                                | Indonesië – IJsland                            | 0 – 6                                          | Vriendschappelijk                              |                                                |                                                |
| 2                                              | 11 januari 2018                                | Indonesië – IJsland                            | 1 – 4                                          | Vriendschappelijk                              |                                                |                                                |
| 3                                              | 23 maart 2018                                  | Mexico – IJsland                               | 3 – 0                                          | Vriendschappelijk                              |                                                |                                                |
| 4                                              | 2 juni 2018                                    | IJsland – Noorwegen                            | 2 – 3                                          | Vriendschappelijk                              |                                                |                                                |
| 5                                              | 19 november 2018                               | Qatar – IJsland                                | 2 – 2                                          | Vriendschappelijk                              |                                                |                                                |
| 6                                              | 11 januari 2019                                | IJsland – Zweden                               | 2 – 2                                          | Vriendschappelijk                              |                                                |                                                |
| 7                                              | 15 januari 2019                                | Estland – IJsland                              | 0 – 0                                          | Vriendschappelijk                              |                                                |                                                |
| Als speler bij Viking FK                       |                                                |                                                |                                                |                                                |                                                |                                                |
| 8                                              | 17 november 2019                               | Moldavië – IJsland                             | 1 – 2                                          | EK 2020 kwalificatie                           |                                                |                                                |

Bijgewerkt op 7 februari 2025.

## Erelijst
| NM Cupen | 1 | 2019 |